# Charles Dundas (MP)
Charles Lawrence Dundas (18 de julho de 1771 - 25 de janeiro de 1810) foi um político britânico e membro do Parlamento pelo partido Whig na Câmara dos Comuns. Ele representou Malton de 1798 a 1805 e Richmond de 1806 até à sua morte.

## Carreira
Em 1794, Dundas tornou-se secretário particular do duque de Portland por recomendação do seu próprio tio Earl Fitzwilliam.
Após a renúncia de William Baldwin em 1798, Fitzwilliam propôs com sucesso Dundas para ocupar o seu lugar por Malton. Ele seguiu de perto a posição política da sua família em várias ocasiões. Um Foxita, ele votou contra a União da Grã-Bretanha e da Irlanda em 1799 e 1800. Em 1805, ele renunciou ao cargo para dar lugar ao irlandês Whig Henry Grattan, um orador conhecido.